# Phyllactis
Phyllactis es un género de plantas con flores perteneciente a la familia Valerianaceae. Comprende 55 especies.
Está considerado un sinónimo del género Valeriana.

## Especies seleccionadas
- Phyllactis areitoides
- Phyllactis bracteata
- Phyllactis bradley
- Phyllactis rigida (Ruiz & Pav.) Pers., 1819[2]